# Teyareth
Teyareth est une commune urbaine de Mauritanie et un quartier (ou banlieue) de la ville de Nouakchott.